# Anne Girouard

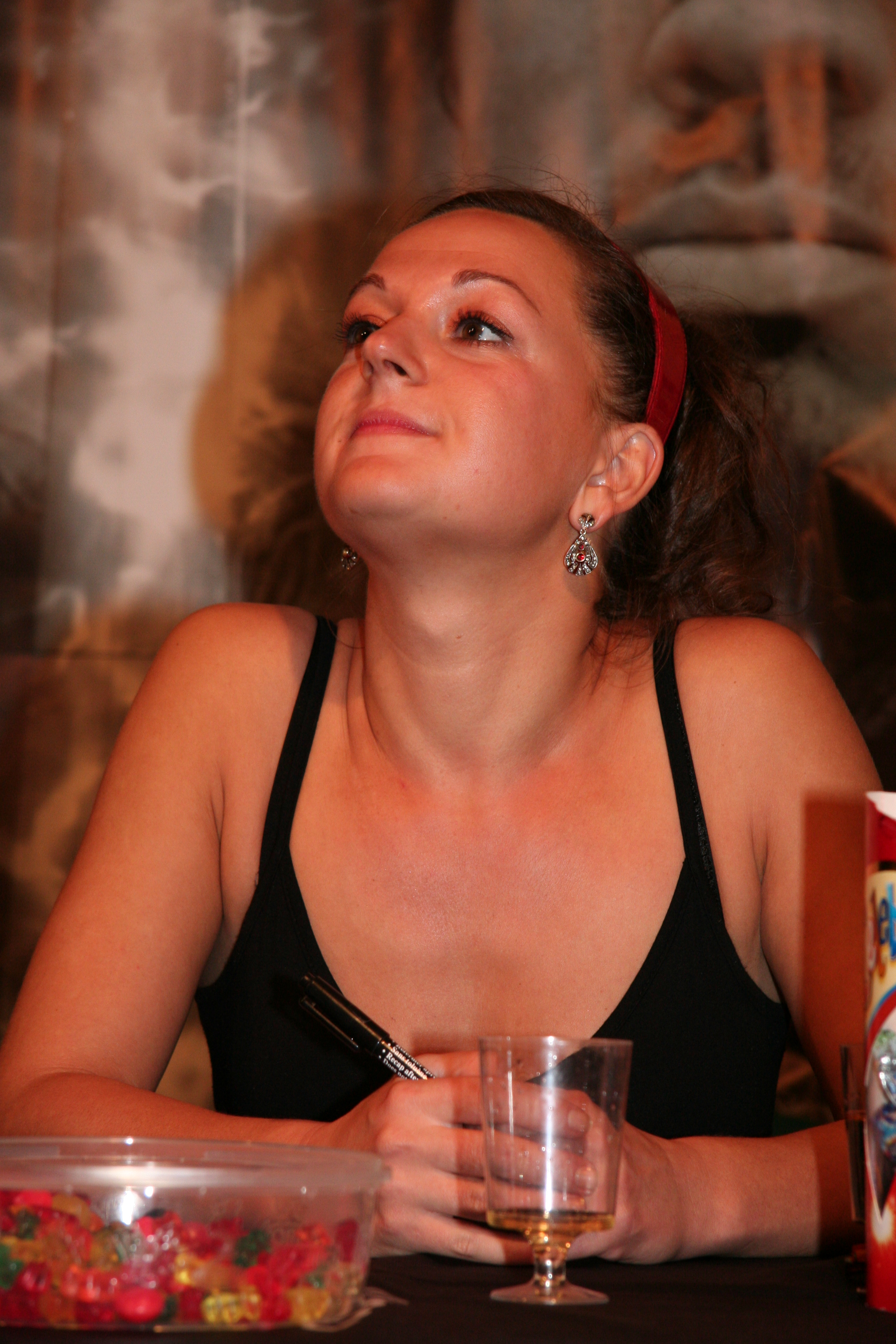
Anne Girouard (2007)

Anne Girouard (* 18. März 1976 in La Garenne-Colombes, Frankreich) ist eine französische Schauspielerin.

## Leben
Nach ihrem Literatur- und Philosophiestudium begann Anne Girouard am Konservatorium von Versailles und der École supérieure d'art dramatique in Paris zu studieren, bevor sie an der École nationale supérieure des arts et techniques du théâtre in Lyon ihren Abschluss machte. Nachdem sie bereits seit Mitte der 1990er Jahre regelmäßig Theater gespielt hatte, war sie ab Mitte der 2000er Jahre sowohl in Kinofilmen wie Endlich Witwe und Heute trage ich Rock! als auch in Fernsehproduktionen zu sehen. National wurde sie insbesondere durch die Fernsehserie Kaamelott bekannt. In der französischen Adaption der Artus-Sage verkörperte sie von 2004 bis 2009 in 154 Folgen die Guenièvre.

## Filmografie (Auswahl)
- 2004–2009: Kaamelott (Fernsehserie, 154 Folgen)
- 2007: Das Gasthaus des Schreckens (L’auberge rouge)
- 2007: Endlich Witwe (Enfin veuve)
- 2008: Heute trage ich Rock! (La journée de la jupe)
- 2010: Liebe und Intrigen (Crime d’amour)
- 2015: Plötzlich wieder jung – Zurück in die 80er (Bis)
- 2016: Profiling Paris (Fernsehserie, 1 Folge)
- 2019: Candice Renoir  (Fernsehserie, 1 Folge)